# 109 Piscium b
109 Piscium b è un pianeta extrasolare a lungo periodo che orbita attorno alla stella subgigante 109 Piscium. Si ritiene che sia un gigante gassoso, visto che la sua massa è circa 6,38 volte quella di Giove. Come accade per la gran parte degli esopianeti a lungo periodo conosciuti, 109 Piscium b ha un'eccentricità orbitale maggiore di quella di Giove.
Il pianeta è situato all'interno della zona abitabile della propria stella, e gli scienziati pensano che la temperatura del pianeta si aggiri sui 280 K, di cui 264 proverrebbero dall'irraggiamento della stella, mentre almeno 10-20 K da una fonte di energia interna.
Le prime misure astrometriche hanno ipotizzato che l'inclinazione dell'orbita dovesse essere di 170,3°, il che faceva presupporre che l'oggetto avesse una massa effettiva 38 volte quella di Giove, quindi che si trattasse di una nana bruna. Le successive analisi indicarono però che la precisione delle misurazioni era piuttosto scarsa; perciò i parametri riguardanti l'inclinazione orbitale e la massa effettiva rimangono sconosciuti.